# Бедрино (Судиславский район)
Бедрино — деревня в Расловском сельском поселении Судиславского района Костромской области России.

## География
Деревня расположена недалеко от автодороги Кострома — Верхнеспасское Р98, у речки Юрцевка.

## История
Согласно Спискам населенных мест Российской империи в 1872 году деревня относилась к 2 стану Костромского уезда Костромской губернии. В ней числилось 16 дворов, проживало 36 мужчин и 37 женщин.
Согласно переписи населения 1897 года в деревне проживал 81 человек (37 мужчин и 44 женщины).
Согласно Списку населенных мест Костромской губернии в 1907 году деревня относилась к Шишкинской волости Костромского уезда Костромской губернии. По сведениям волостного правления за 1907 год в ней числилось 19 крестьянских дворов и 98 жителей. Основным занятием жителей деревни, помимо земледелия, были извоз и фабрично-заводской отхожий промысел.
До муниципальной реформы 2010 года деревня входила в состав Калинковского сельского поселения Судиславского района.

## Население
| 1872 | 1897 | 1907 | 2008 | 2010 | 2014 |
| ---- | ---- | ---- | ---- | ---- | ---- |
| 73   | ↗81  | ↗98  | ↘4   | ↗5   | ↗8   |